# あたしの音楽
『あたしの音楽』（あたしのおんがく）は、フジテレビNEXTで2014年11月15日から2017年3月30日まで毎月1回放送されていた音楽番組である。全29回。

## 概要
本番組は地上波で放送された『僕らの音楽』の体裁を活かした事実上の続編であるが、多くの女性視聴者が「僕らだとおかしいのではないか」とする意見があった。そこで、番組のコンセプトとして「大人のための音楽番組」を改めて制作するにあたり、女性の視点から見た音楽の番組を作ることを念頭に、題名を「あたし」としたうえで、『僕らの音楽』と同じく基本的にゲストが2組（女性中心であるが、第1回・第3回のように男性が出演する場合もある）いること、ゲストの音楽家・歌手の演奏を全編を通して生演奏・フルコーラスでかけること、そしてゲストとのトークコーナーがあることという体裁を引き継いで送るという形を取っている。また、番組のロゴはゲストの題字であるため毎回異なる。
放送時間は60分（1時間）と固定されており、増減することはない。
本番組の後継番組として、フジテレビNEXTでは『西川貴教の僕らの音楽』が放送されている。

## 出演者
- 司会者は一切存在せず、毎回異なるゲストのアーティストが2組ずつ（稀に3組以上）が出演する。

## 放送データ
| 回数   | 放送日                   | 放送時間（JST） | ゲスト                                                                           |
| ------ | ------------------------ | --------------- | -------------------------------------------------------------------------------- |
| 第1回  | 2014年11月15日（土曜日） | 20:00 - 21:00   | 水樹奈々×徳永英明                                                                |
| 第2回  | 2014年12月16日（土曜日） | 20:00 - 21:00   | 工藤静香×華原朋美                                                                |
| 第3回  | 2015年1月11日（日曜日）  | 20:00 - 21:00   | E-girls×小室哲哉                                                                 |
| 第4回  | 2015年2月14日（土曜日）  | 20:00 - 21:00   | 倉木麻衣×小松未可子                                                              |
| 第5回  | 2015年3月28日（土曜日）  | 20:00 - 21:00   | 森高千里×ねごと                                                                  |
| 第6回  | 2015年4月25日（土曜日）  | 20:00 - 21:00   | 和田アキ子×JUJU                                                                  |
| 第7回  | 2015年5月30日（土曜日）  | 20:00 - 21:00   | Dream×加藤いづみ                                                                 |
| 第8回  | 2015年6月30日（土曜日）  | 19:30 - 20:30   | 相川七瀬×新山詩織                                                                |
| 第9回  | 2015年7月14日（土曜日）  | 19:30 - 20:30   | 渡辺美里×桐嶋ノドカ                                                              |
| 第10回 | 2015年8月1日（土曜日）   | 21:00 - 22:00   | チームわたあめ×有安杏果（ももいろクローバーZ）                                   |
| 第11回 | 2015年9月19日（土曜日）  | 19:30 - 20:30   | モーニング娘。'15×ゆいかおり                                                     |
| 第12回 | 2015年10月17日（土曜日） | 20:00 - 21:00   | 奥華子×高城れに（ももいろクローバーZ）                                           |
| 第13回 | 2015年11月28日（土曜日） | 20:10 - 21:10   | コアラモード.×イヤホンズ×有安杏果（ももいろクローバーZ）×在日ファンク×金原千恵子 |
| 第14回 | 2015年12月5日（土曜日）  | 20:00 - 21:00   | 篠原ともえ×植田真梨恵×森若香織（GO-BANG'S）×手島いさむ&EBI（ユニコーン）         |
| 第15回 | 2016年1月30日（土曜日）  | 20:00 - 21:00   | ももいろクローバーZ【前編】                                                      |
| 第16回 | 2016年2月13日（土曜日）  | 19:00 - 20:00   | ももいろクローバーZ【後編】                                                      |
| 第17回 | 2016年3月31日（木曜日）  | 20:00 - 21:00   | コアラモード.×Anly×3B junior×高城れに（3B juniorプロデューサー）                 |
| 第18回 | 2016年4月28日（木曜日）  | 20:00 - 21:00   | w-inds.×植田真梨恵                                                               |
| 第19回 | 2016年5月26日（木曜日）  | 19:00 - 20:00   | チームしゃちほこ×焚吐                                                            |
| 第20回 | 2016年6月23日（木曜日）  | 20:00 - 21:00   | 新山詩織×anderlust                                                               |
| 第21回 | 2016年7月21日（木曜日）  | 20:00 - 21:00   | 和田アキ子×唯月ふうか                                                            |
| 第22回 | 2016年8月25日（木曜日）  | 20:00 - 21:00   | 大森靖子×ガチンコ3（3B junior）                                                  |
| 第23回 | 2016年9月29日（木曜日）  | 20:00 - 21:00   | 奥華子×La PomPon                                                                 |
| 第24回 | 2016年10月27日（木曜日） | 20:00 - 21:00   | コアラモード.×Anly×ガチンコ3（3B junior）                                        |
| 第25回 | 2016年11月28日（月曜日） | 21:00 - 22:00   | 尾崎亜美×chay                                                                    |
| 第26回 | 2016年12月22日（木曜日） | 20:00 - 21:00   | 新山詩織×たこやきレインボー                                                      |
| 第27回 | 2017年1月31日（火曜日）  | 17:00 - 18:00   | 新山詩織/VALSHE/Lily's Blow/Rei/カノエラナ/ガチンコ3/武部聡志音楽監督            |
| 第28回 | 2017年2月16日（木曜日）  | 20:00 - 21:00   | コアラモード.×ロッカジャポニカ×ガチンコ3（3B junior）                            |
| 第29回 | 2017年3月30日（木曜日）  | 19:00 - 20:00   | ガチンコ3（3B junior）                                                           |

## スタッフ
- 音楽総監督：武部聡志
- TD／CAM：上田容一郎
- SW：馬場義土、西川明音
- CAM：高瀬和彦、三村純一
- 照明：大野遥平、朝倉康之
- PA：赤星裕子、松田勝治、本田一智
- VE：久保島春樹
- AUD：中村峰子、鹿又健一
- 技術協力：関克哉
- 編集：平原卓治、清野和敬
- MA：木村亮允、土屋信
- 音響効果：中田圭三
- セットデザイン：YUKIE WICKSON（越野幸栄）
- 美術プロデューサー：楫野淳司
- 美術進行：鈴木真吾
- 大道具：永冨育浩
- 電飾：斉藤誠二
- アクリル装飾：永山淳
- メイク：久保田裕子
- 楽器：島津哲也
- WEB MASTER：鬼熊陽一郎
- 営業：江原大輔
- 広報：石田卓子、野口三和子、吉田奈央
- 編成：永竹里早、影矢隼壮
- 協力：ハーフトーンミュージック、IMAGICA、4-Legs、fmt、サンフォニックス、フジアール、インターナショナルクリエイティブ
- 制作協力：クリーク・アンド・リバー社
- プロデューサー：福井倫子
- プログラムディレクター：大野悟
- 構成／演出：きくちP
- 制作：フジテレビNEXT音組
- 制作著作：フジテレビ

### 過去のスタッフ
- 営業：永石俊介
- 編成：齋藤千可子